# Дуб-велетень (пам'ятка природи, Луцький район)
Дуб-ве́летень  — ботанічна пам'ятка природи місцевого значення в Україні. Об'єкт природно-заповідного фонду Волинської області. 
Розташована в межах Луцького району Волинської області, на схід від села Муравище. 
Площа 0,01 га. Статус присвоєно згідно з рішенням облвиконкому від 31.10.1991 року № 226. Перебуває у віданні ДП «Ківерцівське ЛГ» (Муравищенське л-во, кв. 34, вид. 20). 
Статус присвоєно для збереження одного дерева дуба черешчатого віком понад 300 років, діаметром стовбура 1,3 м, крони — 20 м, заввишки 25 м.